# 悪魔と神
『悪魔と神』（あくまとかみ）は、ジャン＝ポール・サルトル作の戯曲。3幕11場、所要時間は4時間、登場人物35名以上に及ぶ、サルトル戯曲の最大作。原題は"Le Diable et le Bon Dieu"。
1951年6月7日、ルィ・ジェヴェの演出によりパリのアントワーヌ座で初演され、『レ・タン・モデルヌ』誌1951年6-8月号に掲載、次いでガリマール社より出版された。
物語の舞台は16世紀ドイツ農民戦争勃発前夜、実在の人物である傭兵隊長ゲッツ・フォン・ベルリヒンゲンをモデルにして、実存主義哲学の立場から「善」と「悪」について探求している。

## あらすじ
第1幕
貴族の私生児として生まれたゲッツは、大司教軍との戦いのさなかに兄コンラッドを裏切り、兄の敗北と死を招く。
ずっと「悪」を自ら選択してきたゲッツに向って、裏切りものの僧侶ハインリッヒは「善」を成すほうが難しいと挑発する。
ゲッツはむきになり、賭けをして勝てば町を焼き、負けたら聖者になると言い、わざと賭けに負ける。
第2幕
ゲッツは「善」を成そうと、領地を農民達に与えるが、彼らの心を本当につかむことは出来ない。皮肉にも免罪符売りの僧侶の方が農民達の心をつかんでいる。
第3幕
ゲッツは領地を「太陽の町」にし、領民達に愛されるようになるが、それがかえって他の地域の農民達の反乱を招き、太陽の町の住民は虐殺されてしまう。「善」を行おうとして一層の「悪」を招きよせてしまったこと、呼びかけても神が決して応えないことに、ゲッツは神の不在、人間の虚無と孤独を見る。
農民戦争で苦戦を続けるナスチに一兵卒にしてくれと頼むが、ナスチは兵卒ではなく指揮を執るように迫る。ゲッツは総指揮官となることを自ら選択する、
主な登場人物
- ゲッツ
- ナスチ：パン屋で預言者、農民叛乱の指導者。
- ハインリッヒ：僧侶。反乱軍に殺されそうになっている僧侶達を救うために、町にはいる秘密の通路の鍵をゲッツに手渡しに行く。
- カテリーナ：ゲッツの女。ゲッツが「善」を選択したときに捨てられる。彼女が司祭の許し無しに死ぬ恐怖におののいているときに、ゲッツは自らの手を短剣で突いて血を流し、キリストの血だと宣言する。
- ヒルダ：捨てられ死にかけたカテリーナの看護をしながらゲッツに惹かれていく富裕農民の娘。
- テッツェル：ゲッツの町で農民達に免罪符を売りつけ、癩病患者には無料で渡して群衆の信頼を得る。
- 大司教：コンラッド軍と戦っている最中に足元のヴォルムスの市民に叛旗を翻され苦境に陥っていた。
- 司教：ヴォルムスの司教。市民によって殺される。
- 銀行家：利害のためにヴォルムスの町が破壊されるのと防ごうとして、ゲッツが兄の領地を相続するよう説得する。

初演のキャスト
ピエール・ブラッスール（ゲッツ）、ジャン・ヴィラール（ハインリッヒ）、アンリ・ナシエ（ナスチ）、ジャン・トゥルー（テッツェル）、R.J.ショファール（カルル）、マリア・カザレス（ヒルダ）、マリー-オリヴィエ（カテリーナ）

## 日本での紹介

### 舞台
1965年10月、浅利慶太演出により、日生劇場で上演された。主なキャストは、尾上松緑（ゲッツ）、日下武史（ハインリッヒ）、水島弘（ナスチ）、渡辺美佐子（ヒルダ）、中町由子（カテリーナ）など。

### 日本語訳
- 生島遼一訳『サルトル全集 15』人文書院 1960年 のち新潮文庫